# Lobke Berkhout
Lobke Berkhout (11 listopada 1980 w Amsterdamie) – holenderska żeglarka startująca w klasie 470, srebrna i brązowa medalistka olimpijska, pięciokrotna mistrzyni świata.
Srebrna medalistka igrzysk olimpijskich w 2008 roku w klasie 470 (razem z Marcelien de Koning). Brązowa medalistka igrzysk olimpijskich w 2012 roku w klasie 470 (razem z Lisą Westerhof).
Złota medalistka mistrzostw świata w 2005, 2006, 2007, 2009 i 2010 roku. Dwa ostatnie tytuły mistrzowskie wywalczyła z Lisą Westerhof (trzy pierwsze triumfy z Marcelien de Koning). Brązowa medalistka mistrzostw świata w 2012 wspólnie z Westerhof.